# 조엘 킹
조엘 브루스 킹(영어: Joel Bruce King, 2000년 10월 30일 ~ )은 오스트레일리아의 축구 선수이다. 포지션은 레프트 백이며, 현재 A리그 멘의 시드니 FC에서 뛰고 있다.